# Walter C. Craine
Walter Clucas Craine (1877 – 1961) era un político y sindicalista de la Isla de Man. Era diputado en la House of Keys durante muchos años y fue el primer alcalde laborista de Douglas. Apart de la política, trabajaba como panadero, viajante de comercio y agente de seguros.
En abril de 1908 Craine participaba en constituir un núcleo del Partido Laborista Independiente en la isla. Poco después Craine fue elegido como Guardián del Ley de Pobreza para Douglas. Craine presentó su candidatura en Douglas en la elección parlamentaria de 1908. Con 282 votos no ganó ningún escaños, pero durante la campaña hizo muchas agitaciones en las calles de la ciudad. Durante la Primera Guerra Mundial sirvió en el Ejército Británico en Francia y Salónica.
En 1919 fue elegido a la House of Keys como uno de los primeros diputados del Partido Laborista Manés. Mantenía su escaño hasta 1946. Era el alcalde de Douglas entre 1937 y 1939. Durante la Segunda Guerra Mundial, Craine formaba parte del Comité Consultativo para la Guerra (el 'gabinete de guerra' de la isla). Volvió a ser reelegido a la House of Keys en 1950, se quedó en el parlamento manés seis años más.
Craine era el secretario de la Asociación de fútbol de Isla de Man durante varios años.